# Carmelo Anthony
Carmelo Kyam Anthony (New York, 1984. május 29. –) háromszoros olimpiai bajnok amerikai profi kosárlabdajátékos.
2023-ban vonult vissza, Melo becenéven is ismert. Sikeres középiskolás karriert futott, melyet a Towson Catholic High Schoolban és Oak Hill Academyben töltött. Mindezek után Syracuse Universitybe ment, itt pedig vezette az Orangemen csapatát az első nemzetközi bajnoki címükhöz 2003-ban. Ő volt a torna legkiválóbb játékosa és az NCAA keleti régiójának legértékesebb játékosa. Egy egyetemi szezon után Melo elhagyta Syracuse-t, és elindult a drafton, ahol a Denver Nuggets választotta harmadikként.